# Helvig van Holstein
Helvig van Holstein (-1324) was koningin van Zweden van 1276 tot 1290. Helvig was een dochter van Gerard I van Holstein en Elisabeth van Mecklenburg. Zij werd in 1276 de tweede echtgenote van koning Magnus I van Zweden, 10 jaar voordat diens eerste huwelijk door paus Honorius IV in 1286 geannuleerd werd. In 1290-1302 en 1320-1327 fungeerde zij als regentes.
Helvig was de moeder van:
- Ingeborg Magnusdotter (1279) ∞ Erik VI van Denemarken
- Birger Magnusson, (1280)
- Erik Magnusson van Zweden, hertog van Södermanland (1282),

stierf van ontbering in 1318 in het kasteel van Nyköpingshus, nadat hij gevangen was genomen door zijn broer koning Birger I van Zweden (zie: Banket van Nyköping)
- Waldemar Magnusson, hertog van Finland in 1302 en van Öland in 1310,

stierf van ontbering in 1318 in het kasteel van Nyköpingshus, nadat hij gevangen was genomen door zijn broer koning Birger I van Zweden (zie: Banket van Nyköping)
- Rikissa Magnusdotter, abdis van het klooster van de H. Clara in Stockholm.